# شهرستان جونز (تگزاس)
شهرستان جونز، تگزاس (به انگلیسی: Jones County, Texas) یک سکونتگاه مسکونی در ایالات متحده آمریکا است که در تگزاس واقع شده‌است.

## خصوصیات
شهرستان جونز ۲٬۴۲۶٫۸۳ کیلومترمربع مساحت دارد.